# NGC 4871
NGC 4871 ist eine 14,2 mag helle linsenförmige Galaxie vom Hubble-Typ S0 im Sternbild Haar der Berenike am Nordsternhimmel und etwa 301 Millionen Lichtjahre von der Milchstraße entfernt.
Sie gehört zum Coma-Galaxienhaufen und wurde am 10. Mai 1863 vom deutsch-dänischen Astronomen Heinrich Louis d’Arrest entdeckt.